# S. H. Hasbullah
Shahul Hameed Hasbullah (Tamil: சாஹுல் ஹமீத் ஹஸ்புல்லாஹ், romanizado: Cāhul Hamīt Haspullāh; 3 de setembro de 1950 - 25 de agosto de 2018) foi um ativista social, geógrafo e acadêmico do Sri Lanka.

## Primeiros anos
Hasbullah nasceu em 3 de setembro de 1950 em Erukkulampiddy, no norte do Ceilão. Ele foi educado no Erukkulampiddy Central College. Ele obteve um diploma de bacharelado no campus Peradeniya da Universidade do Sri Lanka em 1975. Ele também recebeu M.A. e Ph.D. diplomas da Universidade da Colúmbia Britânica.
Hasbullah teve um filho e duas filhas.

## Carreira
Hasbullah era professor de geografia na Universidade de Peradeniya. Ele foi um acadêmico visitante na Universidade de Zurique, Universidade de Edimburgo, Universidade Norueguesa de Ciência e Tecnologia e Universidade da Colúmbia Britânica (2004). Ele foi um pesquisador visitante da Fulbright no Instituto para o Estudo da Migração Internacional da Universidade de Georgetown.
Hasbullah foi uma pessoa-recurso durante as negociações de paz do Sri Lanka em 2003, facilitadas pela Noruega na Tailândia, Alemanha e Japão, e foi membro do Subcomitê de Necessidades Imediatas e Humanitárias das Áreas Destruídas pela Guerra do Sri Lanka. Ele foi um membro nomeado UGC do conselho da Universidade de Jaffna. Ele foi membro do conselho de diretores do International Centre for Ethnic Studies (ICES) e foi membro do comitê de delimitação do conselho provincial de 2017-18.
Em 25 de agosto de 2018, Hasbullah sofreu um ataque cardíaco durante uma reunião na Universidade de Jaffna e morreu após ser internado no Hospital Universitário de Jaffna. Sua morte ocorreu um dia após o relatório do comitê de delimitação ter sido rejeitado pelo Parlamento por 139 votos a zero. Hasbullah apresentou um relatório alternativo se opondo ao relatório do comitê de delimitação que ele acreditava ter marginalizado a representação da minoria em toda a ilha.

## Obra
Hasbullah escreveu vários livros e artigos de pesquisa, incluindo:
- The Fertility Behaviour of Muslims of Sri Lanka (1984, University of British Columbia)[12]
- The Growth and Variations of Rural Non-farm Activities in Sri Lanka Since Independence (1989, University of British Columbia)[13]
- Sri Lankan Society in an Era of Globalization: Struggling to Create a New Social Order (2009, SAGE Publishing, co-author Barrie M. Morrison)[14]
- Checkpoint, Temple, Church and Mosque: A Collaborative Ethnography of War and Peace (2014, Pluto Press, co-authors Jonathan Goodhand, Bart Klem, Benedikt Korf, Kalinga Tudor Silva and Jonathan Spencer)[1][15]
- Denying the Right to Return: Resettlement in Musali South and the Wilpattu Controversy (2015, Kandy Forum)[1]
- Social Mobilisation of Livelihood Concerns and Everyday Encounters with an Ambiguous State (ICES, co-author Urs Geiser)[1]